# Sarmīte Ēlerte
Sarmīte Ēlerte (ur. 8 kwietnia 1957 w Rydze) – łotewska dziennikarka i polityk, w latach 1992–2008 redaktor naczelna dziennika „Diena”, w latach 2010–2011 minister kultury Republiki Łotewskiej, była radna Rygi.

## Życiorys
Po uzyskaniu matury w szkole średniej nr 45 w Rydze studiowała dziennikarstwo na Uniwersytecie Łotwy w Rydze, które ukończyła w 1980. W latach 1983–1988 zaocznie studiowała krytykę filmową we Wszechzwiązkowym Państwowym Instytucie Kinematografii. Od 1978 do 1988 pracowała w piśmie kulturalnym „Literatūra un Māksla”, gdzie zajmowała się m.in. tematyką kina, telewizji i fotografii. W 1988 zaangażowała się w tworzenie komórki informacyjnej Łotewskiego Frontu Ludowego. Po zwycięstwie frontu w wyborach w 1990 została dyrektorem centrum informacyjnego Rady Najwyższej – funkcję pełniła do 1991. W 1990 objęła funkcję zastępcy redaktora naczelnego nowo utworzonego pisma „Diena”, zaś w dwa lata później stanęła na czele redakcji (do 2008). Kierowała strukturami Open Society Foundations (fundacji George’a Sorosa) na Łotwie (1997–2006). W 2007 została członkiem założycielem Europejskiej Rady Spraw Zagranicznych, w skład której weszli m.in. Mart Laar, Martti Ahtisaari, Joschka Fischer i George Soros. Stanęła także na czele organizacji Baltic to Black Sea Alliance (BBSA). Była przewodniczącą krajowej rady kultury.
W 2007 wraz z Sandrą Kalniete była inicjatorką tzw. rewolucji parasolkowej (łot. lietussargu revolūcija) skierowanej przeciwko oligarchom i ugrupowaniom rządzącym. W 2009 zaangażowała się w proces konsolidacji sił łotewskiej centroprawicy. W marcu 2010 założyła towarzystwo na rzecz reform nazwane imieniem ZigfrīdsaAnny Meierovicsa. W wyborach w 2010 otwierała listę wyborczą Jedności w Semigalii, uzyskując mandat posłanki na Sejm X kadencji jako przedstawicielka Związku Obywatelskiego.
3 listopada 2010 została ministrem kultury w drugim rządzie Valdisa Dombrovskisa. Funkcję pełniła do 25 października 2011. Nie weszła w skład Sejmu XI kadencji. Została doradcą premiera Valdisa Dombrovskisa.
W listopadzie 2012 uzyskała nominację Jedności na kandydatkę na urząd burmistrza Rygi w wyborach w 2013. Po wyborach została radną i przewodniczącą frakcji Jedności w radzie miejskiej. Mandat radnej sprawowała do wiosny 2017.

## Życie prywatne
Jest córką Ansisa Ēlertsa, który w czasie II wojny światowej był redaktorem naczelnym gazety „Tautas balss”, której linia programowa była tak antysowiecka, jak i antynazistowska. Jej brat Ivars Ēlerts sprawował mandat deputowanego do Rady Najwyższej Łotewskiej SRR (1990–1993). Ma syna.

## Odznaczenia
- Order Trzech Gwiazd III klasy – 1999
- Order Świętego Olafa – Norwegia, 1998
- Medal Rady Bałtyckiej – 2009[10]